# Santuario della Madonna delle Lacrime (Ponte Nossa)
(notaio Guerinoni di Gorno, scritto il 10 giugno del 1511)
Il santuario della Madonna delle Lacrime (detta anche Madonna di Campolungo) è contemporaneamente uno dei pochi edifici di culto, a essere contemporaneamente santuario e parrocchiale. La chiesa è dedicata a Santa Maria Annunciata e situata all'imbocco del paese di Ponte Nossa in val Seriana, in provincia e diocesi di Bergamo. Elevata a chiesa parrocchiale il 19 aprile 1583 dal vescovo Gerolamo Ragazzoni.

## Storia
Sul territorio di Ponte Nossa detto di Campo Lungo vi era un piccolo oratorio dedicato ai Sette fratelli martiri e alla Madonna che aveva sulla facciata l'affresco realizzato da Giacomo Borlone de Buschis raffigurante la Crocefissione con la Madonna e san Giovanni.

### L'evento della lacrimazione
Secondo la tradizione, il 2 giugno 1511, alcune pastorelle del paese fissando il quadro, videro il volto di Maria mutare, aprire e chiudere l'occhio sinistro fino a lacrimare sangue. Tra loro vi era una fanciulla della famiglia Bonelli de Ferrari, la quale asciugò con il proprio grembiule le lacrime. La Vergine disse: "Ai primi che passeranno per questa via, farai osservare questa mia apparizione, e dirai che te l'ha detto la Beata Vergine, la quale ordina che a suo onore sia fabbricata una chiesa dove farà molte grazie".  Le giovani resero pubblico il miracolo e mostrarono a testimonianza il sangue rimasto sul grembiule della giovane. La tradizione racconta di altri fatti miracolosi, come la storia di quel soldato che derise le giovani mettendo in dubbio quanto da loro raccontato e che risalito a cavallo improvvisamente, si trovò ad essere cieco, lui e pure il suo cavallo, colpito dall'ira di Dio. Il castigo lo fece ravvedere e chiedendo perdono a Dio e alla Madonna riebbe il dono della vista. La testimonianza del miracolo e quanto successe dopo, vennero quindi raccolte dal notaio Guerinoni di Gorno e messa per iscritto. La costruzione della nuova chiesa ebbe l'autorizzazione di un inizio già dal 10 giugno del medesimo anno.

### La costruzione della chiesa
Vi era sul territorio una chiesa intitolata alla Madonna e e ai Sette fratelli martiri. Con l'evento straordinario occorso nel 1511 si decise l'edificazione di un nuovo edificio di culto.
Il nuovo edificio sacro, però venne ufficialmente iniziato nel 1525. Un atto notarile del 1525 testimonia la presenza di una commissione incaricata alla raccolta e alla gestione dei fondi necessari, testimonia le donazioni da parte di molti privati, e la cospicua offerta di Donato detto Molendo, figlio di Tonol Molendo, originario di Vertova per: esser stato in certa sua infermitate et essendo se' ricorso ala piissima Vergine Maria de dito loco da Campolongo a fato voto de costruire per amor di Dio e dela gloriosissima d.S. Maria: et tuto quello aquistare in dito nome restituirlo et apresentarlo a deta fabrica. L'edificio fu terminato nel 1533, venne edificato in stile romanico lombardo a fianco della chiesetta esistente. Consacrata con il rito della dedicazione a santa Maria Annunziata il 19 aprile 1575 dal coadiutore del vescovo Federico Corner ed elevata a parrocchiale nel 1583, quando si separò da Premolo. L'affresco miracoloso venne inserito come pala d'altare laterale. La precedente chiesa fu quindi demolita nel 1716 al fine di lasciare spazio alla nuova sacrestia del complesso. La costruzione di un nuovo edificio di culto fu ben accolto da vescovo di Bergamo Pietro Lippomano:  "... et questo in esecuzione de la libertate a noi atribuita per il Rev.Mo d.d. Piero Lipomani, episcopo electo de Bergamo, como apar per essa libertate scripta per d.zo Batista Buceleno, notaro seu canonico del prefato episcopo" (adi 5 de avo sto 1525).
Il precedente edificio di culto risulta presente ancora nel 1575 quando san Carlo Borromeo visitò il territorio, imponendo che venisse distrutto l'altare e la chiesa adibita ad abitazione del custode, cosa che avvenne solo nel 1716.. La precedente chiesa fu quindi demolita nel 1716 al fine di lasciare spazio alla nuova sacrestia del complesso.
Tra il 1880 a il 1902 la chiesa venne modificata con l'allungamento di tre campate su progetto dell'architetto Virginio Muzio, e successivamente da [[Luigi Angelini[]],  nonché l'aggiunta della nuova cappella laterale che con il tempo cambiò di destinazione d'uso diventando una sala cinematografia, auditorium parrocchiale ora è adibito ad esposizione storica/religiosa ed è possibile acquistare oggetti ricordo del santuario.

## Descrizione

### Esterno
La chiesa dal classico orientamento ovest-est, presenta la facciata a capanna  in stile romanico in ceppo locale e con un'alta zoccolatura sporgente. Una lesena demarca il lato destro, mentre il sinistro prosegue con un ulteriore fabbricato dedicato ad esposizione storico-culturale del Santuario. Una cornice sagomata ad archetti segue l'andamento degli spioventi del tetto.

### Interno
La chiesa è totalmente affrescata, nelle pareti si trovano, nella parte centrale delle raffigurazioni di santi, mentre nella parte superiore delle scene riguardanti la storia del santuario, la vita della Madonna e un compianto sul Cristo Morto. Sopra l'altare si trova un grande affresco (frontone) che raffigura l'Incoronazione della Vergine con attorno una schiera di danti e vescovi. Centrale il portale in pietra arenaria risalente alla chiesa precedente l'ampliamento del XX secolo. L'architrave ha una trabeazione ad arco con lunetta affrescata. Superiore vi è il grande rosone strombato con raggiera lignea vetrate piombate. Laterali due finestre centinate e strombate.

### Il Coccodrillo

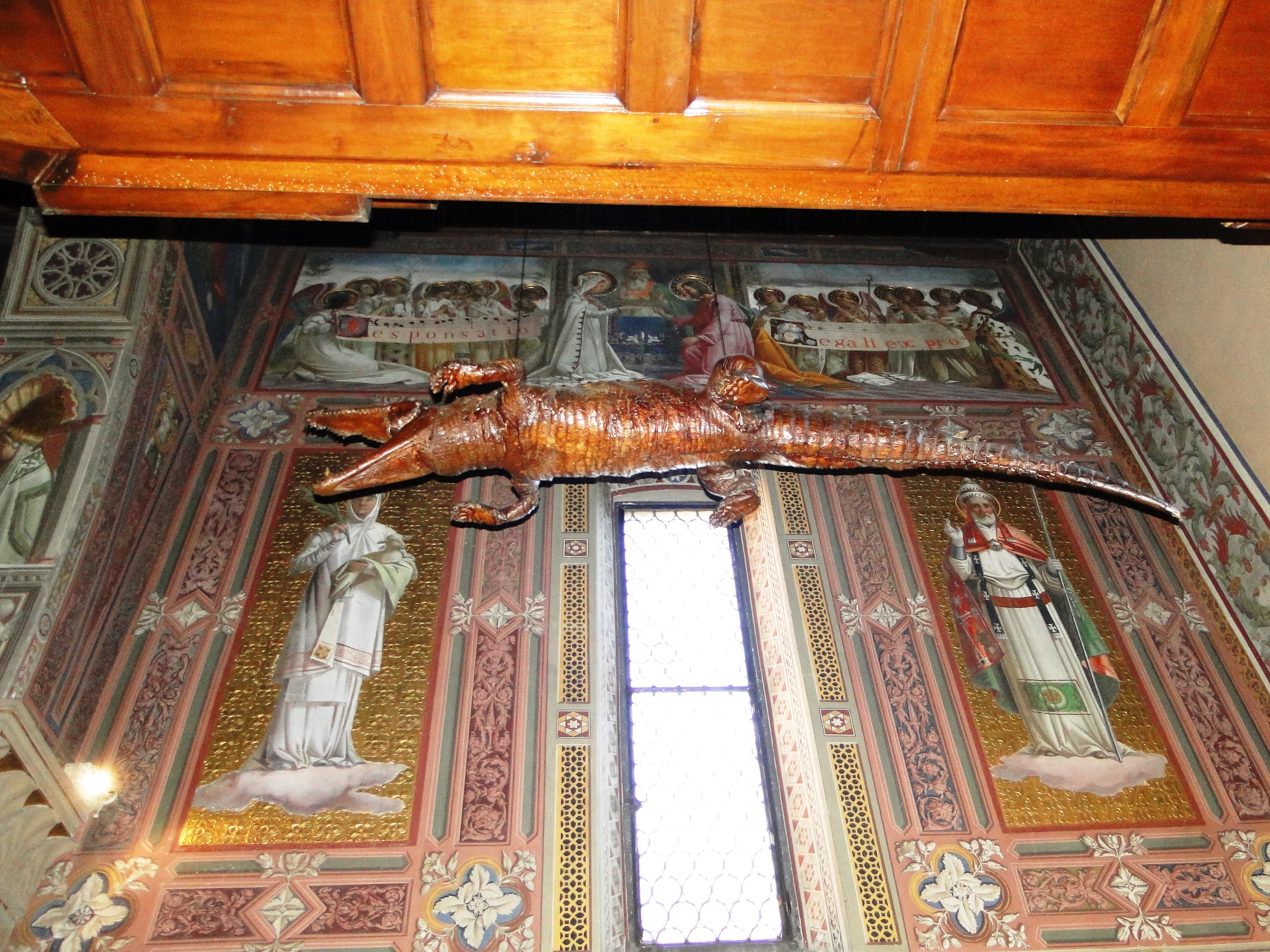
Il coccodrillo appeso al soffitto della chiesa

Appeso al soffitto della navata, nella parte destra, di fronte all'altare della Vergine è conservato un coccodrillo.
Non vi è documentazione scritta in riferimento al motivo vero della presenza di un coccodrillo all'interno della chiesa. La prima citazione della sua presenta è deducibile da un documento del 24 gennaio 1594 del vescovo Federico Corner che ne chiese l'immediata rimozione: Nella chiesa seu oratorio della Madonna si levi via quella pelle di coccodrillo sotto il tetto come indecente. Questo ordine fu però eluso dall'allora parroco don Celso Lotteri il quale dichiarò. Un errore madornale perché se un lato era per avventura indecente al sacro luogo la pelle di un mostro marino, era dall'altro un reale ornamento ed un mobilissimo trofeo dinotante una segnalata grazia ottenuta mercé l'invocazione di Santa Maria dei Campi da qualche villese trovantesi in riva al mare e miracolosamente preservato dalle zanne di quel vorace mostro.
La testimonianza di questo miracolo rimane quindi solo orale, tramandata dai fedeli. Parrebbe quindi che a Rimini un mercante che si trovava in viaggio per vendere i suoi pannilana certo Bonelli de' Ferrari, si trovò ad affrontare un animale feroce. Affidò le sue preghiere alla Madonna di Campolungo, e riuscì così con il suo archibugio a colpire il mostro alla gola uccidendolo(come mostra il terzo affresco sulla parete destra nella parte alta). Ma molte sono le storie che si tramandano sul coccodrillo.
Altre chiese con coccodrilli sono il Santuario della Beata Vergine delle Grazie a Curtatone (MN) e la Chiesa di Santa Maria delle Vergini a Macerata, ma quello di questo santuario è il meglio conservato.

### Tradizioni
Ogni anno, dal 1511, la comunità di Ponte Nossa commemora il miracolo, chiamato comunemente dell' “Apparizione”, con una festa. La ricorrenza è un importante appuntamento per la cittadinanza nonché momento di pellegrinaggio dai paesi vicini. Il momento culminante è il rito detto dello scoprimento. L'immagine della Madonna ritenuta miracolosa, viene coperta da un velo che viene poi rimosso durante la celebrazioni delle funzioni eucaristiche.
Fin dal 1682 sono documentati lo svolgersi dei fuochi pirotecnici che accompagnano la festa e lo scoprimento del dipinto. In preparazione a questa festa, nel mese di maggio la comunità si prepara portando sul monte dove è posta la statua della Madonna, un grande albero donato dalla comunità di Ardesio. Il 1º giugno, vigilia della festa, il tronco detto Mas viene bruciato. La tradizione ha sicuramente caratteristiche antiche, precedenti la festa del paese, ricorda infatti la festa delle piante di antichissima origine pagana.